# مطار تونغرين فينغوانغ
مطار تونغرين فينغوانغ (بالصينية: 铜仁凤凰机场) (إياتا: TEN، إيكاو: ZUTR) مطار عام يقع بمدينة Songtao في قويتشو في الصين. يقع في منطقة داشينغ الفرعية في مقاطعة سونغتاو مياو ذاتية الحكم، على بعد 21 كيلومترًا من تونغرين و34 كيلومترًا من فنغهوانغ. افتتح المطار في عام 2001. كان يُطلق عليه في الأصل مطار تونغرين داشينغ (بالصينية: 铜仁 大兴 机场)، وأعيدت تسميته في أكتوبر 2009.

## شركات الطيران والوجهات
| شركـات طيـران         | الوجهات                                                                                |
| --------------------- | -------------------------------------------------------------------------------------- |
| 9 Air                 | مطار قوييانغ لونغدونغابو الدولي، مطار نانجينغ الدولي، مطار ونزهو يونجقيانج الدولي      |
| Air Chang'an          | مطار شيامن قاوتشي الدولي، مطار شيان شيانيانغ الدولي                                    |
| Chengdu Airlines      | مطار تشنغدو تيانفو الدولي                                                              |
| China United Airlines | مطار بكين داشينغ الدولي، مطار ونزهو يونجقيانج الدولي                                   |
| خطوط هاينان الجوية    | مطار قوانغتشو باييون الدولي                                                            |
| Jiangxi Air           | مطار تشونغتشينغ جيانغبى الدولي، مطار تشنغتشو الدولي                                    |
| خطوط جونياو الجوية    | مطار تشنغدو تيانفو الدولي، مطار شانغهاي بودنغ الدولي، مطار ونزهو يونجقيانج الدولي      |
| خطوط طيران أوكاي      | مطار هانغتشو شياوشان الدولي، مطار شيشوانغباننا غاسا                                    |
| Ruili Airlines        | مطار نانتونغ شينغ دونغ، مطار سنن شوفانغ الدولي                                         |
| خطوط شاندونغ الجوية   | مطار قويلين يانغ جيانغ الدولي، مطار جينان الدولي                                       |
| خطوط سيتشوان الجوية   | مطار تشنغدو تيانفو الدولي، مطار جييانغ شاوشان، مطار كونمينغ جانغشوي الدولي، مطار شينغي |

## وصلات خارجية
- http://www.flightstats.com/go/Airport/airportDetails.do?airportCode=TEN